# Jochen Rehbein
Jochen Rehbein (* 1939 in Göttingen) ist ein deutscher Linguist und Hochschullehrer.

## Leben
Jochen Rehbein ist ein Sohn des Chirurgen Fritz Rehbein. Er studierte zunächst von 1959 bis 1962 Medizin in Freiburg und Erlangen. Anschließend absolvierte er von 1962 bis 1969 ein Germanistik- bzw. Linguistikstudium in Berlin und 1970/1971 ein Linguistikstudium in Paris. 1976 wurde er an der FU Berlin mit der Dissertation „Komplexes Handeln: Elemente zur Handlungstheorie der Sprache“ zum Dr. phil. promoviert. 1978 habilitierte er sich. Von 1978 bis 1983 lehrte er als Professor für Sprachsoziologie und Fremdsprachenerwerb an der Ruhr-Universität Bochum und von 1983 bis 2004 als Professor (C4) für Linguistik des Deutschen – Deutsch als Fremdsprache an der Universität Hamburg. 2006 wurde er auf eine Professur für Linguistik der Mehrsprachigkeit an der Middle East Technical University (METU) in Ankara berufen.
Jochen Rehbein ist Vater des Soziologen Boike Rehbein und zweier Töchter.

## Forschung und Lehre
Rehbein begründete mit Konrad Ehlich die Funktionale Pragmatik als Sprachtheorie, in der die Kategorie des Zwecks sprachlichen Handelns zentral gestellt ist und die gesellschaftlich fundierte Zweckhaftigkeit auch die Analyse sprachlicher Mittel bestimmt. Das additive Zeichenmodell – wie von Charles W. Morris entwickelt – wird abgelehnt. Seine Sprachtheorie schließt wesentlich an Sprachpsychologie und Felderlehre von Karl Bühler an. Von Rehbein stammen wichtige Arbeiten zur Pragmatik, zur interkulturellen Kommunikation, zur medizinischen Kommunikation und zur funktionalen Grammatik.

## Werke
- K. Ehlich, J. Rehbein: Muster und Institution. Narr, Tübingen 1986, ISBN 3-87808-715-2.
- J. Rehbein: Komplexes Handeln. Metzler, Stuttgart 1978, ISBN 3-476-00362-0.